# 古代蓮の里
古代蓮の里（こだいはすのさと）は、埼玉県行田市にある公園を兼ねる施設である。

## 概要
ふるさと創生事業 の一環とし、行田市の天然記念物であり市の花である「古代蓮（行田蓮）」をシンボルとする公園。
古代蓮は、公共施設（小針クリーンセンター）建設工事の際に蓮の種子が掘削地の池で自然発芽し、1973年（昭和48年）に開花したものである。出土した地層の遺物や木片の放射性炭素年代測定から約1400年から3000年前のものと推定されたため、古代蓮と呼ばれるようになった（ただし、種子を直接測定したものではなく、ずっと新しい時代の種子が発芽した可能性も否定できない。なお、現在種子を直接測定した最も古い古代蓮は、中国の約1,300年前のものである）。
古代蓮の里は、その古代蓮の自生する付近（旧小針沼）に「古代蓮の里」として1992年（平成4年）から2000年（平成12年）にかけて整備された（公園の開園は1995年（平成7年））。2001年（平成13年）4月22日には、園内に「古代蓮会館」が開館した。
「古代蓮会館」には高さ50 mの展望タワーがあり、2023年（令和5年）公開の映画『翔んで埼玉 〜琵琶湖より愛をこめて〜』に「行田タワー」として登場し話題になったことなどを受け、知名度向上に役立てるため、行田市は2024年（令和6年）に正式に「行田タワー」と命名することを決めた。同年6月には全日本タワー協議会に加入している。

## 田んぼアート事業

田んぼアート事業（2015年度）

2008年度より、「田んぼアート米づくり体験事業推進協議会」を設立し、古代蓮の里の東側に隣接する水田（約2.8 ha）で「田んぼアート事業」に取り組んでいる。年度によっては複数個所田んぼアートが制作される場合がある。この田んぼアートは古代蓮会館の展望タワーよりその全貌を望むことができる。
使用されている稲は2017年現在では背景部分を占める緑の「彩のかがやき」をはじめ、白い部分の「ゆきあそび」、赤い部分の「べにあそび」、オレンジ色の部分の「あかねあそび」、黒の「むらさき905」など9種類の稲が使用されている。稲の生長と共に絵が次第に黄金色に変化し、10月頃には背景部分が刈り取られてレリーフ調となる。2015年9月8日にギネス世界記録の認定を受けた。ギネス世界記録認定後は行田市の知名度が向上し、この月の来場者は前年の4倍以上となった。
2017年度は10周年を記念し、新たに南側の隣接する水田（約1.0 ha）にも田んぼアートが描かれている。
また、冬場は田んぼアートの稲わらを使用した日本最大級の「わらアート」も2014年度より敷地内で実施されている。

### 作品テーマ
2010年（平成22年） - 2012年（平成24年）の「のぼうの城」関係、および 2021年（令和3年）と2024年（令和6年）・2025年（令和7年）の作品を除き、絵柄には市の花の「行田蓮」があしらわれている。基本的に東会場で開催されるが、2017年より南会場が設定され、こちらは不定期で開催されている。こちらの絵柄には「行田蓮」があしらわれていない。
- 2008年（平成20年） - 『行田ハス』[11]
事業開始初年度は約20 a（0.2 ha）の面積でスタートした[12]。市の花である「行田蓮」の花を、田んぼの1区画に幅50 mに満たないスペースで描いた[5]。
- 2009年（平成21年） - 『市制60周年』
約60 a（0.6 ha）の面積に拡張された[13]。昨年に引き続き、市の花の「行田蓮」をモチーフとした。「古代ハスの里」の文字も入れられたが、ハッキリと浮かび上がらなかった。
- 2010年（平成22年） - 『のぼうの城』
約130 a（1.3 ha）の面積に拡張された。オノ・ナツメ作画の小説「のぼうの城」のブックカバーの絵の「成田長親（のぼう様）」とそのタイトル、および忍城をモチーフとした。同名の映画のPRも兼ねていた。なお、忍城の絵の方は公募により採用されたものである[14]。
- 2011年（平成23年） - 『のぼうの城』
約2.8 haの面積に拡張[12]され、この年以降はこの大きさで制作されている。昨年に引き続きオノ・ナツメ作画の「成田長親」と「石田三成」（横顔のみ）を対峙するように描いた。東日本大震災をうけて、急遽、｢がんばろう 日本｣の文字が入れられた[15]。ギネスの申請を検討したが、絵柄の割合が38 %と基準の40 %に満たなかったため、申請を断念した。
- 2012年（平成24年） - 『のぼうの城』
昨年に引き続き「成田長親」と「石田三成」の絵に加え、忍城と丸墓山を描いた。絵柄の割合が50 %強に引き上げられたものの、ギネスの申請基準がこの年変更され、背景の割合が40 %以下（絵柄の割合が60 %以上）となったため、申請を断念した[15]。
- 2013年（平成25年） - 『古代蓮の精』
絵柄の割合が73.2 %に引き上げられた。行田蓮の上に立つ羽衣を着た女性を描いた。ギネスに初申請したが8月1日の審査の結果、生育不良の理由により認定とはならなかった[12]。
- 2014年（平成26年） - 『古（いにしえ）の行田』
稲荷山古墳を背景に金錯銘鉄剣を掲げる古人や酒巻14号墳出土埴輪（重要文化財）を描いた。大雨により田んぼが被害を受けたため、ギネスの申請を断念した[15]。
- 2015年（平成27年） - 『未来へつなぐ古（いにしえ）の軌跡』
ギネス世界記録に認定[15][16]。宇宙遊泳する子どもたちやはやぶさ2がアニメ調に表現されている。

ドラゴンクエスト田んぼアート（2016年度）

- 2016年（平成28年） - 『ドラゴンクエスト』
同作の30周年を記念し、I のパッケージデザインをモチーフとした[11]。作者の一人の堀井雄二も田植えイベントに参加した。
- 2017年（平成29年）
  - 東会場：『イナダヒメノミコトとスサノオノミコト』
行田のお米のPRも兼ねて制作された。田んぼアート10周年を記念したロゴも入れられた[17]。
  - 南会場：『TBS日曜劇場「陸王」』
単行本「陸王」のブックカバーのデザインを背景に、ドラマ主演の役所広司の似顔絵を田んぼアートで描いた[17]。
- 2018年（平成30年） - 『大いなる翼とナスカの地上絵』
翼を広げる「コンドル」や、ナスカの地上絵の代表と言える「コンドル」や「ハチドリ」を描いた。制作の際は「ペルー大使館」からの後援も受けた。
- 2019年（令和元年）
  - 東会場：『ラグビー日本代表応援田んぼアート supported by リポビタンD』
田んぼアートに初めて広告が入れられた。姫野和樹、リーチマイケル、田中史朗各選手を描いた。
  - 南会場：『新元号「令和」』
「令和」の墨書を描いた。下部に「令和元年・市制施行70周年記念」の文字も入れられた。
- 2020年（令和2年） - なし（コロナ禍の影響により中止）
この年は田んぼアートの場所に横縞模様で稲が植えられた[18]。
- 2021年（令和3年） - 『田んぼに甦るジャポニスム 〜浮世絵と歌舞伎〜』
葛飾北斎の「冨嶽三十六景 神奈川沖浪裏」と歌舞伎の「梅王丸」を描いた。「日本博2.0」のロゴマークも入れられた。このアートは映画『翔んで埼玉 〜琵琶湖より愛をこめて〜』の1シーンで使用された。但し「日本博2.0」のロゴマーク部分は消され、歌舞伎の「梅王丸」の左肩部分に「刺身最高」の文字が入れられた。
- 2022年（令和4年） - 『アオアシ』
主要キャラクターの3人（青井葦人」と「福田達也」と「一条花」）を描いた。
- 2023年（令和5年） - 『翔んで埼玉 〜琵琶湖より愛をこめて〜』
主要キャラクターの2人（「麻実麗」と「壇ノ浦百美」）を描き、中央に映画のタイトルロゴを配した。映画のキャストの加藤諒や益若つばさも田植えイベントに参加した[19]。
- 2024年（令和6年） - 『がんばろう! 能登 日本遺産 キリコ祭り』
能登半島地震に見舞われた地域の復興を願い、行田足袋と同じ日本遺産に登録されている「能登キリコ祭り」がデザインされた。制作の際は東京キリンビバレッジサービスからの協賛を受けた。アートに描かれている「能登・復興祈願・がんばろう!」の文字は石川県立能登高等学校書道部の作品を基にしている[20][21]。
- 2025年（令和7年） - 『劇場版「鬼滅の刃」無限城編』
剣を振りかぶる主人公の竈門炭治郎を描き、右下に行田市の市章、左上に映画のタイトルロゴを配した。田んぼアートのグリッドが今までより細かくなり、より緻密な絵となった。着ぐるみである、みに隊士の「炭治郎」も田植えイベントの応援に参加した[22]。

わらアート

わらアート（2016年）

田んぼアートの終了後、その稲わらを利用してわらアートが制作され、古代蓮会館の南側の敷地にて翌年3月末頃まで展示される。大きい方のわらアートはその中に入ることができる。2017年の「ヤマタノオロチ」を最後に終了し、2018年以降は「古代蓮の里イルミネーション」と称したイルミネーションが実施されている。
- 2014年 - 馬型埴輪とマンモス
- 2015年 - ステゴサウルスと蒸気機関車C57
- 2016年 - ドラゴンクエストのキングスライムとスライム
スライムは3体制作された。夜間はライトアップにより、スライム本来の色も表現された[23][24]。
- 2017年 - ヤマタノオロチ

## 施設
| - 公園 - 終日解放 - 駐車場 - 終日開放 - 古代蓮会館（2001年4月22日開館。展望タワーは全高59.5 m、展望50 m） - 古代蓮会館研修室 - 売店 - うどん店 - 古代蓮池 - 世界の蓮園 - 水生植物園 - 水鳥の池 - オニバス - キバナバス | - あずまや - トイレ - 作業棟 - 牡丹園 - 釣堀 - 冒険遊び場 - 見晴らしの丘 - お花見広場 - 梅林 - ロウバイ - ホタルの里 |

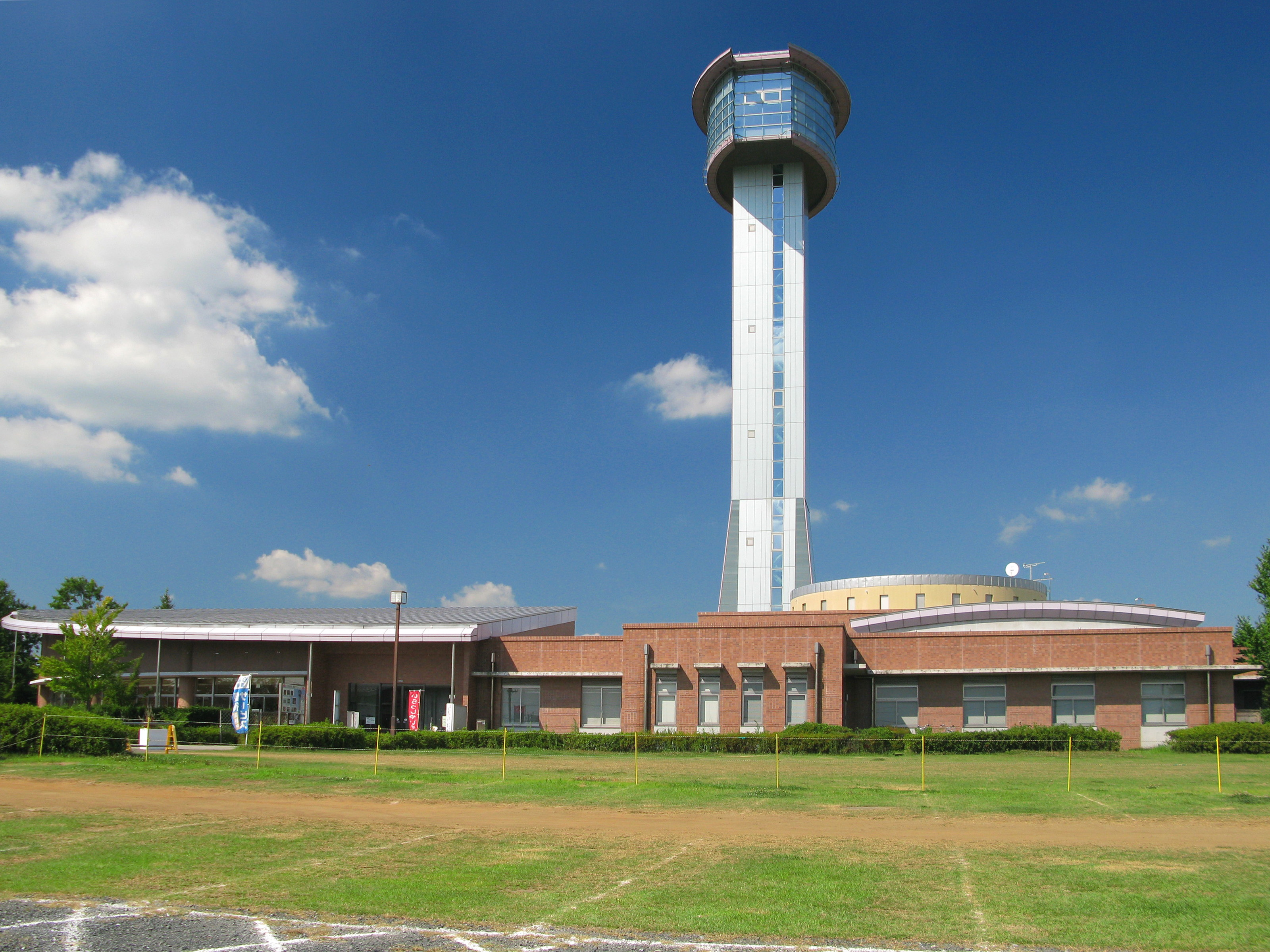
古代蓮会館

## 休業日営業日
- 公園および駐車場 - 休業日無し
- 古代蓮会館・売店・うどん店
  - 月曜日（祝日の場合は営業）
  - 祝日の翌日（土・日曜日の場合は営業）
  - 年末年始
  - 蓮の開花期（6月下旬 - 8月上旬）は無休で営業

## 所在地
- 埼玉県行田市小針2375番地

## 交通
- JR高崎線行田駅東口より行田市内循環バス「観光拠点循環コース」に乗車（所要約19分）、「古代蓮の里」下車すぐ。
- 秩父鉄道行田市駅より行田市内循環バス「東循環コース（そよかぜ号）」に乗車（所要約30分）、「古代蓮の里」下車すぐ。
  - 行田市内循環バスの運賃はいずれも乗車1回150円[26]
- 蓮開花期間中は土日祝日に行田駅よりシャトルバスを運行。

## 周辺
- 埼玉県行田浄水場（埼玉県水質管理センター） - 県道を挟み北側に隣接する。
- 小針クリーンセンター
- 埼玉県道364号上新郷埼玉線
- 日枝神社
- 成就院 - 三重塔がある。
- 小針落
- 長野落
- さきたま古墳公園までを結ぶ2 kmほどの遊歩道が旧忍川沿いに整備されている。

## その他
- 園内の一部に国有地が含まれている[27]。
- 当園の近傍に位置する小針クリーンセンター敷地内に古代蓮自生地がある[28]。
- 東松山市と「花の交流」事業を行い、東松山市から送られた牡丹が園内に植栽されている。
- 映画『翔んで埼玉 〜琵琶湖より愛をこめて〜』内において、埼玉県内唯一のタワー[29]として古代蓮会館付属の展望タワーが登場している。劇中では実は弾道弾迎撃ミサイルであったという設定が付け加えられており、大阪府が発射した通天閣型ミサイルを迎撃するために打ち上げられた。